# Asociación de Rugby de Santiago
La Asociación de Rugby de Santiago también conocida por su acrónimo Arusa se encuentra afiliada a la Federación de Rugby de Chile, es el ente encargado de regular el rugby en la ciudad de Santiago.
Fundada en 1963, desde la década de 1990 la (Asociación de Rugby de Santiago) hasta 2009 organizó el Campeonato Central de Rugby de carácter oficial.

## Competencias
- Primera Nacional TOP 10
- Segunda Nacional
- Tercera Interregional
- Cuarta Interregional
- Quinta Interregional
- Sexta Regional
- Campeonato Liga Universitaria
- Campeonato Liga Escolar
- Torneo Menores M13 · M14 · M16 · M18
- Circuito de Seven a Side Arusa

## Equipos participantes

### Primera Nacional TOP 10
| Equipo               | Localidad               | Cancha                         |
| -------------------- | ----------------------- | ------------------------------ |
| Old Boys             | Chicureo (Colina)       | Old Grangonian Club            |
| COBS                 | Lo Barnechea (Santiago) | Canchas del Colegio Craighouse |
| Old Mackayans        | Viña del Mar            | Colegio Mackay                 |
| Universidad Católica | Las Condes (Santiago)   | San Carlos de Apoquindo        |
| Stade Francais       | Las Condes (Santiago)   | Canchas Stade Francais         |
| PWCC                 | La Reina (Santiago)     | Country Club                   |
| Sporting RC          | Viña del Mar            | Valparaíso Sporting Club       |
| Old Georgians        | Vitacura (Santiago)     | Colegio Saint George           |
| Old Reds             | La Reina (Santiago)     | C.A.R.R. La Reina              |
| Alumni SC            | Lo Barnechea (Santiago) | Colegio Santiago College       |
| Old Locks            | Las Condes (Santiago)   | Wenlock School                 |

### Segunda Nacional
| Equipo                    | Localidad               | Cancha                              |
| ------------------------- | ----------------------- | ----------------------------------- |
| Old Anglonians            | Lo Barnechea (Santiago) | Club Deportivo Alumni               |
| Gauchos RC                | Chicureo (Colina)       | Colegio San José de Chicureo        |
| Halcones                  | Calle Larga             | Estadio Municipal de Calle Larga    |
| Trapiales RC              | La Pintana (Santiago)   | Estadio Municipal de La Pintana     |
| Maccabi RC                | Las Condes (Santiago)   | Estadio Israelita                   |
| Chunchos RC               | Ñuñoa (Santiago)        | Alberto Zamorano - Estadio Nacional |
| Seminario                 | La Serena               | Complejo Deportivo Los Llanos       |
| DOBS                      | Colina                  | Colegio Dunalastair Chicureo        |
| Lagartos                  | Rengo                   | Colegio San Antonio Baluarte        |
| Old Gergel RC             | Curicó                  | Club de Polo Curicó Curicó          |
| UST                       | La Reina (Santiago)     | C.A.R.R. La Reina                   |
| Monte Tabor               | Colina (Santiago)       | Old Grangonian Chicureo             |
| Universidad de Concepción | Concepción              | Campos Bellavista Concepción        |

### Tercera Interregional
| Equipo                | Localidad             | Cancha                          |
| --------------------- | --------------------- | ------------------------------- |
| Old Green             | Santiago              | Complejo Caden                  |
| Oldham RC             | Santiago              | Complejo Caden                  |
| Diablos Ingeniería RC | La Pintana (Santiago) | Antumapu                        |
| Old Gabs              | Las Condes (Santiago) | Estadio Corfo                   |
| Trapiales RC          | La Pintana (Santiago) | Estadio Municipal de La Pintana |
| Santa María RC        | Las Condes (Santiago) | Complejo Caden                  |
| Los Tordos RC         | Machalí (Rancagua)    | Cancha Guillermo Chacon         |
| Antumapu RC           | La Pintana (Santiago) | Antumapu                        |
| Lions RC              | Colina                | Estadio Aldea del Encuentro     |
| USACH RC              | Santiago (Santiago)   | Estadio USACH                   |
| San Bernardo RC       | San Bernardo          | Valle de Cóndores               |

### Desarrollo
| Equipo           | Localidad                | Cancha                                |
| ---------------- | ------------------------ | ------------------------------------- |
| Alywen RC        | Puente Alto (Santiago)   | Complejo Amador Donoso                |
| Arica RC         | Puente Alto (Santiago)   | Antumapu                              |
| Alacranes RC     | Lo Barnechea             | Estadio Municipal de Lo Barnechea     |
| Independiente RC | Peñaflor                 | Estadio Municipal Escolar de Peñaflor |
| Toros de Colina  | Colina                   | Deportivo Tierra Mia                  |
| San Bernardo     | San Bernardo             | Escuela de infantería de San Bernardo |
| Lautaro          | Buin                     | Complejo Recreativo Alto Jahuel       |
| Old Grace        | Huechuraba               | Rugby Park                            |
| Mano Rugby       | Independencia (Santiago) | Estadio Municipal Juan Antonio Ríos   |
| Manutara         | Macul                    | Complejo deportivo Santa Julia        |

### Torneo Arusa Femenino
| Equipo             | Localidad                | Cancha                              |
| ------------------ | ------------------------ | ----------------------------------- |
| Amancay            | Colina                   | Deportivo Tierra Mia                |
| Manutara           | Ñuñoa (Santiago)         | Ñuñoa                               |
| Coyotes UTEM Fem   | Macul (Santiago)         | Campus Juan Gómez Milla             |
| Lobos RC Fem       | Renca (Santiago)         | Estadio Municipal de Renca          |
| Halcones Fem       | Calle Larga              | Estadio Municipal de Calle Larga    |
| Lions RC Fem       | Colina                   | Estadio Aldea del Encuentro         |
| Mano Rugby Fem     | Independencia (Santiago) | Estadio Municipal Juan Antonio Ríos |
| Old Reds Fem       | La Reina (Santiago)      | C.A.R.R. La Reina                   |
| Stade Francais Fem | Las Condes (Santiago)    | Canchas Stade Francais              |
| Chunchas RC        | Ñuñoa (Santiago)         | Alberto Zamorano - Estadio Nacional |
| Amazonas RC        | Llay Llay                | Estadio El Escorial                 |
| Leonas USACH RC    | Santiago (Santiago)      | Estadio USACH                       |

### Otros Clubes en CompetenciasARUSA
| Equipo               | Localidad              | Cancha                          |
| -------------------- | ---------------------- | ------------------------------- |
| Bilbao Rugby         | Providencia (Santiago) | Providencia                     |
| Cachañas RC          | La Reina (Santiago)    | Magnus Club                     |
| URMA                 | Paine (Santiago)       | URMA                            |
| Old John's           | Concepción             | El Venado                       |
| Los Troncos          | Concepción             | Tineo Park                      |
| Viña RC              | Viña del Mar           | Mantagua                        |
| San Bartolomé RC     | La Serena              | Parque Pedro de Valdivia        |
| Toros de Quillota RC | Quillota               | Santa Laura de Pocochay         |
| Carneros RC          | La Serena              | Parque Pedro de Valdivia        |
| Old Navy             | Viña del Mar           | Las salinas                     |
| VARC                 | Villa Alemana          | Estadio Italo Composto          |
| Panteras             | La Serena              | Parque Pedro de Valdivia        |
| Corsarios RC         | La Pintana (Santiago)  | Estadio Municipal de La Pintana |
| Goliath RC           | Ovalle                 | Ovalle C                        |
| Añañucas RC          | Copiapó                | Cancha de Rugby del Palomar     |